# 2037 Tripaxeptalis
A 2037 Tripaxeptalis (ideiglenes jelöléssel 1973 UB) a Naprendszer kisbolygóövében található aszteroida. Paul Wild fedezte fel 1973. október 25-én.